# Hippichthys
Hippichthys is een geslacht van straalvinnige vissen uit de familie van zeenaalden en zeepaardjes (Syngnathidae). Het geslacht is voor het eerst wetenschappelijk beschreven in 1849 door Bleeker.

## Soorten
- Hippichthys albomaculosus Jenkins & Mailautoka, 2010
- Hippichthys cyanospilos (Bleeker, 1854)
- Hippichthys heptagonus Bleeker, 1849
- Hippichthys parvicarinatus (Dawson, 1978)
- Hippichthys penicillus (Cantor, 1849)
- Hippichthys spicifer (Rüppell, 1838)